# Sittichok Paso
Sittichok Paso (nacido el 28 de enero de 1999) es un futbolista tailandés que se desempeña como delantero.
Jugó para clubes como el Chonburi, Sriracha, Phan Thong FC y Kagoshima United FC.

## Trayectoria

### Clubes
| Club                | País      | Año    |
| ------------------- | --------- | ------ |
| Chonburi            | Tailandia | 2014 - |
| Sriracha            | Tailandia | 2014   |
| Phan Thong FC       | Tailandia | 2015   |
| Kagoshima United FC | Japón     | 2017   |